# أمير أباد (غرمة جنوبي)
أمير أباد هي قرية في مقاطعة ميانة، إيران. يقدر عدد سكانها بـ 129 نسمة بحسب إحصاء 2016.